# Lammirivier
De Lammirivier is een relatief korte rivier in de Zweedse provincie Norrbottens län. De 2,5 kilometer lange rivier zorgt voor de afwatering van het meer Mormanki en is daarbij vrij breed voor de regio. De rivier brengt het water naar het Armasmeer en behoort tot het stroomgebied van de Torne.